# 四帶擬唇魚
四帶擬唇魚，為輻鰭魚綱鱸形目隆頭魚亞目隆頭魚科的其中一種，分布於太平洋區，從日本至土阿莫土群島海域，棲息深度6-44公尺，體長可達7.5公分，棲息在珊瑚生長的礁石區，屬肉食性，以甲殼類、橈腳類等為食，生活習性不明，可作為觀賞魚。

## 擴展閱讀
維基物種上的相關：四帶擬唇魚